# Campus WU

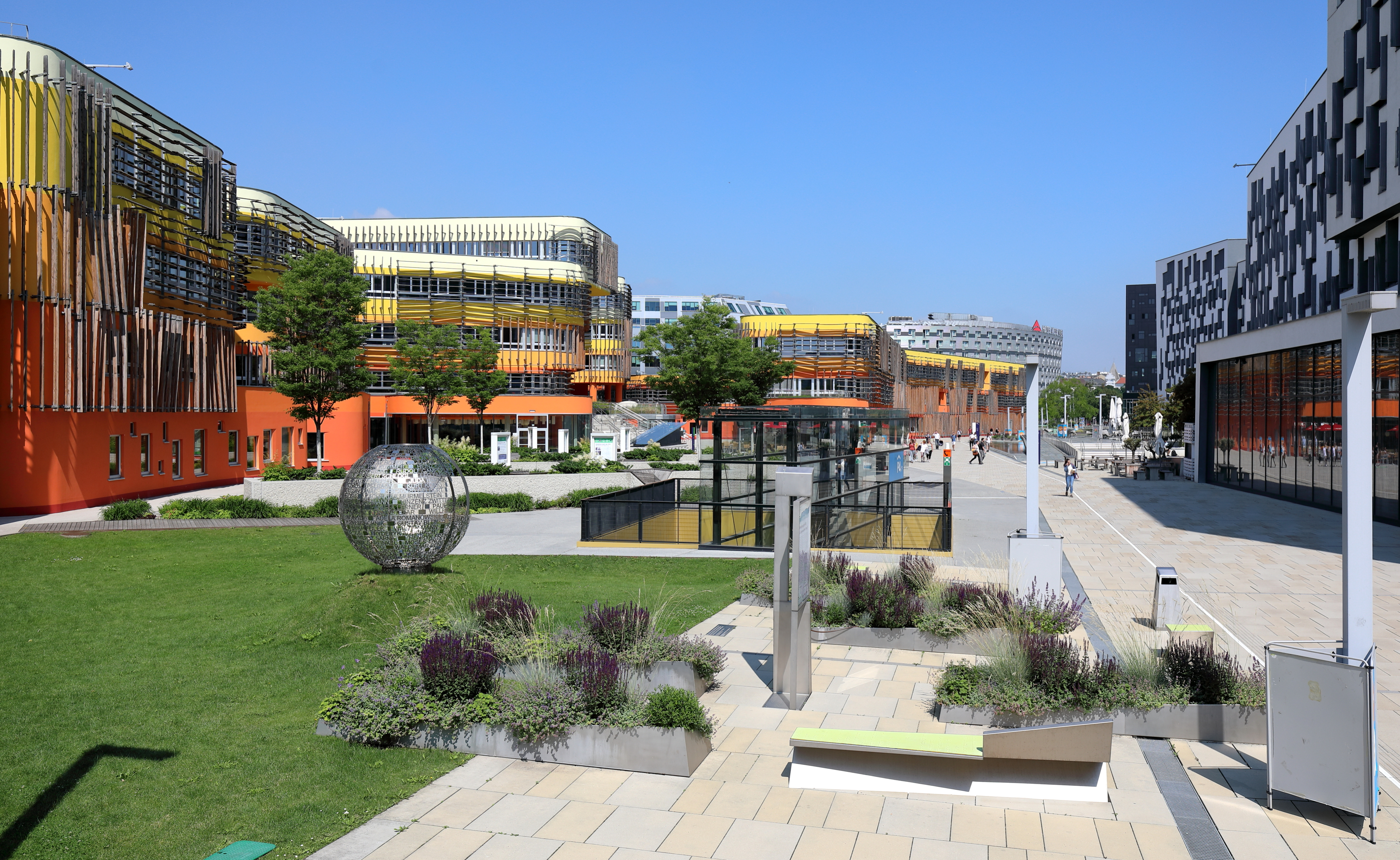
Der Nordwestbereich des 2013 eröffneten WU Campus mit dem Mahnmal an die NS-Verfolgten im Vordergrund (Entwurf Alexander Felch)

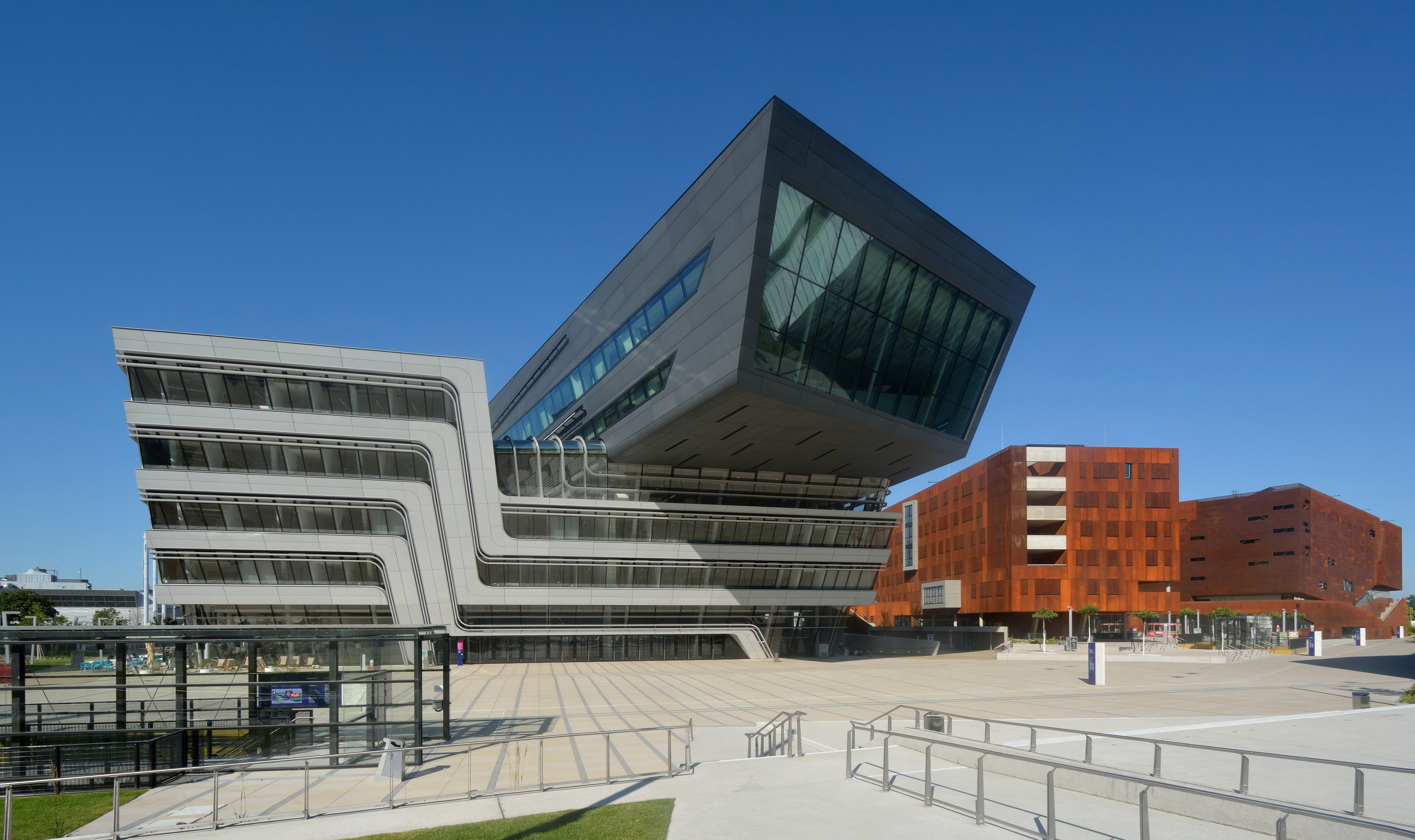
Library und Learning Center (links), Departement 1 und Teaching Center (rechts)

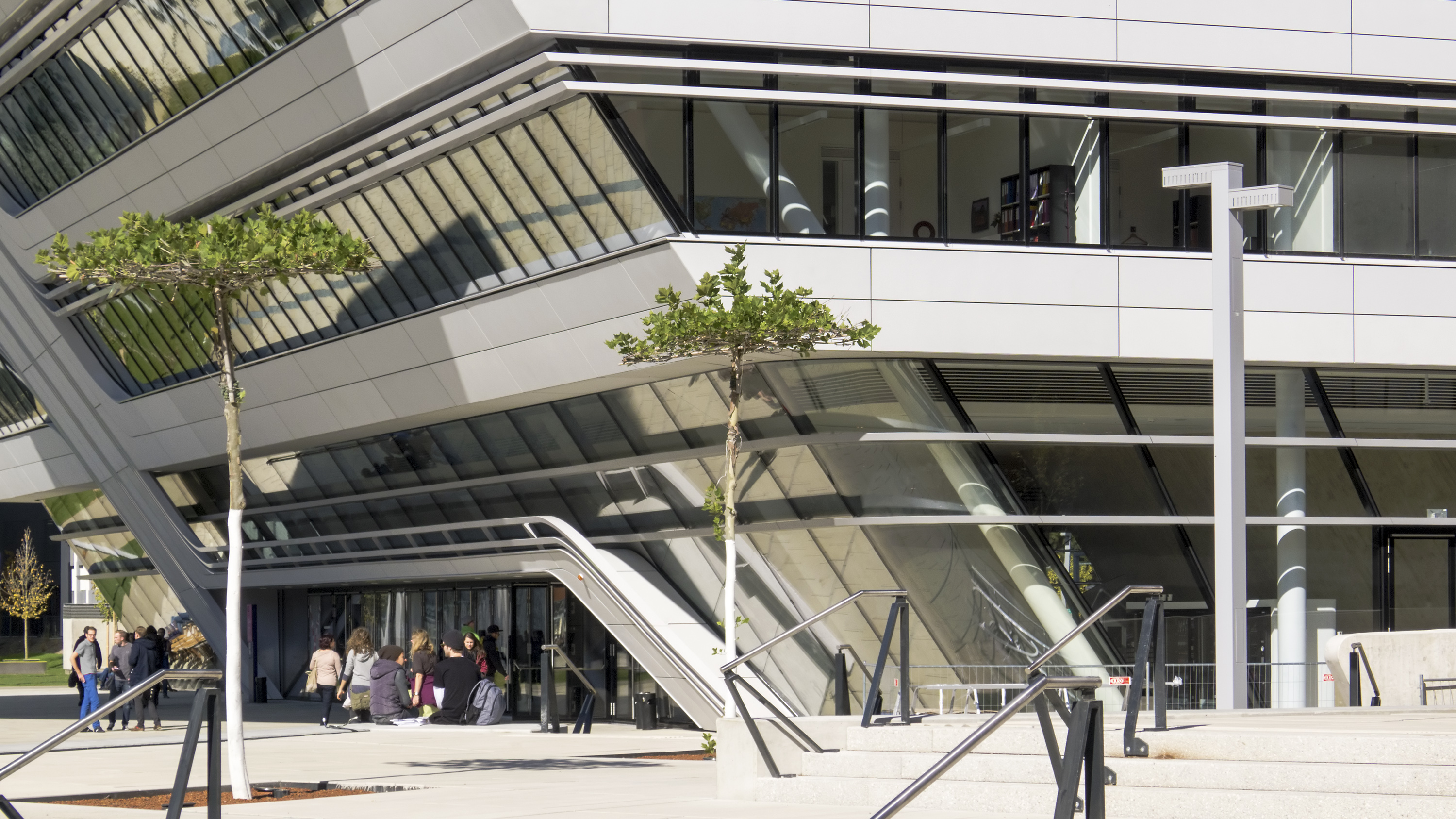
LC, Eingangsbereich

Der Campus WU ist der Hauptsitz der Wirtschaftsuniversität Wien (WU ist deren Abkürzung) im Bezirk Leopoldstadt. Er befindet sich auf dem südwestlichen Teil des einstigen Weltausstellungs- und späteren Messegeländes am Nordrand des Wiener Praters. Ein Teil der WU-Anlagen wurde auf dem Areal der 1937 abgebrannten Rotunde gebaut.
Am 1. Oktober 2007 wurde über den Standort des Campus WU entschieden. Im Juni 2008 begann der internationale Architektenwettbewerb, am 16. Dezember 2008 wurden die siegreichen Projekte bekanntgegeben. Die Gesamtplanung wurde an das Architektenkollektiv BUSarchitektur (Wien) unter der Leitung von Laura P. Spinadel vergeben, für die einzelnen Bauteile wurden fünf weitere Sieger prämiert. Der erste Spatenstich erfolgte am 23. Oktober 2009, mit den Aushubarbeiten wurde im Februar 2010 begonnen. Im September 2012 erfolgte die Dachgleiche des Library & Learning Centers. Die feierliche Eröffnung des Campus WU fand am 4. Oktober 2013 statt. Die Kosten des Projekts betrugen 492 Millionen Euro.
Das Grundstück befand sich im Besitz der Wiener Messe GmbH. Die Grundstücksfläche des Campus WU beträgt 90.000 m², davon entfallen 35.000 m² auf bebaute Grundfläche und 55.000 m² auf öffentlich zugängliche Freiflächen. Die Geschoßflächen aller Gebäude betragen zusammen rund 140.000 m². In den Freiflächen gibt es 232 Bäume, 9.900 m² Sträucher, Stauden und Blumen, 1.659 m² Liegewiesen, 720 m Radwege, 982 Fahrradabstellplätze und neun Trinkbrunnen.
Im Mai 2012 war auf der Baustelle bei Flämmarbeiten ein Brand ausgebrochen, die beiden obersten Geschoße des Bauteils W2 wurden vom Feuer erfasst. Im Juli 2014 sowie im Jänner 2015 löste sich eine 80 Kilogramm schwere Betonplatte von der Fassade des Library & Learning Centers und fiel zu Boden, verletzt wurde bei beiden Vorfällen niemand. Ursache war ein Montagefehler, der Schaden betrug 1,5 Millionen Euro. Im Februar 2015 sind im Lesebereich der Bibliothek Lampen von der Decke gefallen.
Der Campus diente unter anderem als Drehort für die Filme MindGamers (2015), Life Guidance (2017) und Tatort: Schock (2017).

## Architektur
Für den Campus WU wurden sechs namhafte Architekturbüros aus aller Welt engagiert mit dem Ziel, Architektur von Weltrang zu schaffen. Der Campus stellt eine verzweigte Stadtlandschaft mit vielen Freiflächen nach dem Vorbild angelsächsischer Campus-Anlagen dar, in die die einzelnen Institutsgebäude eingestreut sind. Er besteht aus zahlreichen Bauteilen von unterschiedlicher Gestaltung, die keinen Bezug aufeinander nehmen. Das Gelände wird von einer Straße in Ost-West-Richtung durchzogen und ist autofrei. Es gibt keinen zentralen Hauptzugang, allerdings Zugänge nach Westen und Osten sowie mehrere kleinere Zugänge Richtung grüner Prater.
- Das Library & Learning Center (LC) ist das Herzstück des Universitätscampus. Das weit auskragende Dach des Gebäudes sticht von weitem ins Auge, der stilisierte „Monitor“ erstreckt sich als große Glasfläche Richtung Prater. Das äußere Erscheinungsbild des Gebäudes ist durch einen dunklen und einen hellen Baukörper geprägt. Die Architektur stammt vom Büro Zaha Hadid aus Hamburg. Im LC befindet sich der zentrale Empfangsbereich der WU. Besucher werden in einem großzügigen Atrium empfangen, das massive Äußere des Gebäudes wird von schluchtartigen, engen „Canyons“ durchzogen und in zwei Baukörper zerlegt. Neben der Bibliothek befinden sich hier zahlreiche Serviceeinrichtungen für Studierende, eine Buchhandlung sowie die beiden Festsäle der WU. Das LC ist sechs Tage die Woche geöffnet. Die verbaute Fläche beträgt rund 41.000 m².

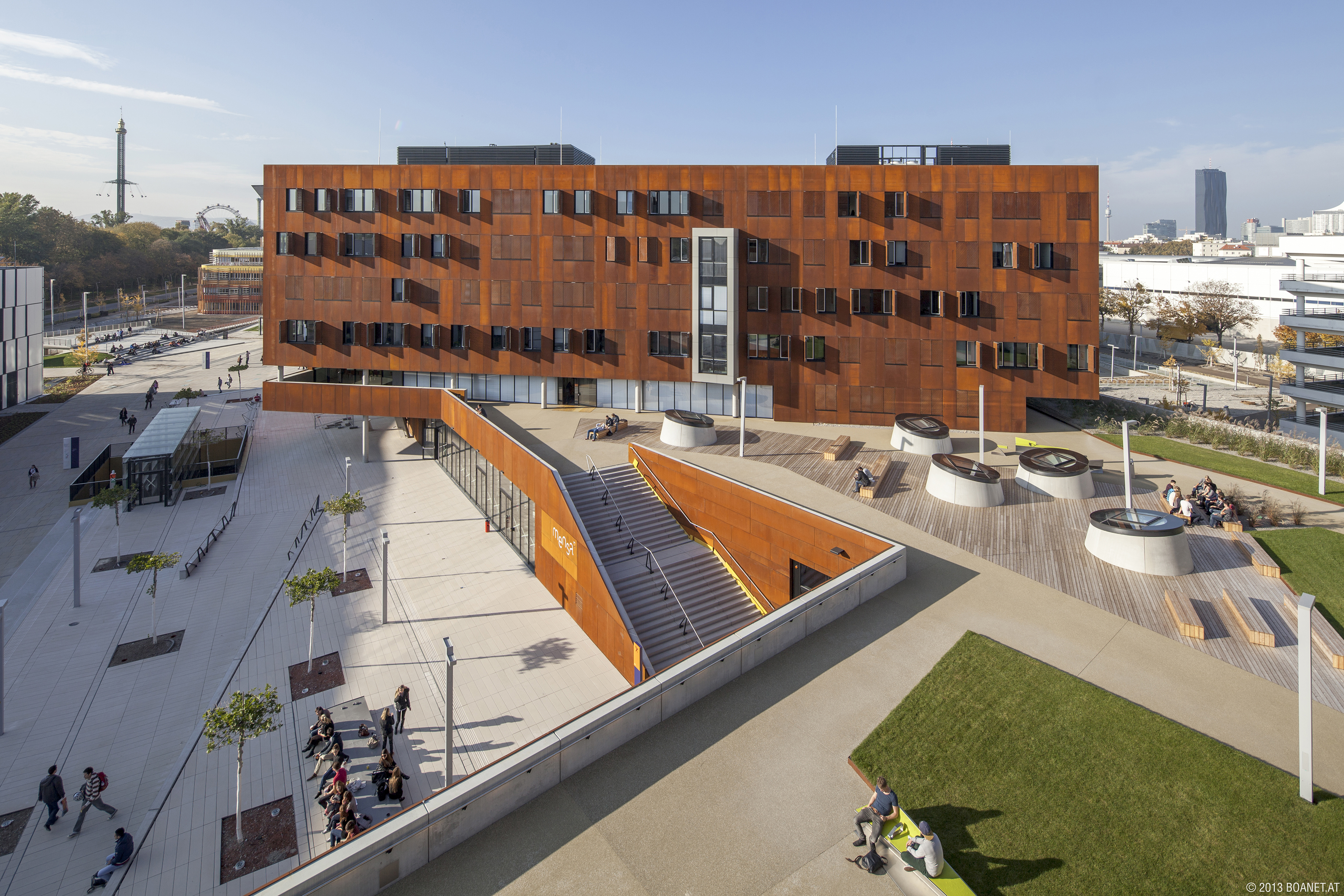
D1 & TC: Ernst-A.-Plischke-Preis 2014

- Das Department 1 und Teaching Center (D1 & TC) begrenzt den Campus im Nordosten. Die Fassade besteht aus Cortenstahl, einem wetterfesten Baustahl, der oberflächlich verrostet und sich über die Jahre langsam farblich verändern wird. Die Fassadengestaltung wird im Inneren des Gebäudes weitergeführt: Im Auditorium maximum kommt ebenfalls dieses Material zum Einsatz; es bietet Platz für 650 Studenten. Die Gestaltung stammt vom österreichischen Architektenkollektiv BUSarchitektur aus Wien unter der Leitung von Laura P. Spinadel. Hier befinden sich das Departement Welthandel, mehrere Forschungsinstitute, 21 Hörsäle auf sechs Ebenen, Seminarräume und die Mensa. Die verbaute Fläche beträgt rund 34.000 m².

- Das Department 2 und Study Center (D2 & SC) besteht aus zwei länglichen Baukörpern mit einer Fassade aus übereinandergelegten, dünnen Schichten. Die Fassadengestaltung ist von Millefeuille (franz. Für eine Süßigkeit aus Blätterteigschichten) inspiriert; sie soll Durchlässigkeit, Nähe, Sichtschutz und interessante Perspektiven ermöglichen. Die Planung stammt vom japanischen Atelier Hitoshi Abe. Zwischen den zwei Bauteilen befinden sich kleine Plätze, die zum Verweilen und Treffen einladen und für die einzelnen Departments einen jeweils eigenen Vorplatz darstellen. Im Bauteil D2 befinden sich die Departments Fremdsprachliche Wirtschaftskommunikation, Informationsverarbeitung, Management, Marketing und Unternehmensführung sowie ein Forschungsinstitut, eine Buchhandlung und die Bibliothek Wirtschaftssprachen; im Gebäudeteil SC befindet sich das Sportzentrum mit drei Trainingsräumen und ein öffentlicher Kindergarten. Die verbaute Fläche beträgt rund 23.000 m².

- Auch das Department 3 und Administration (D3 & AD) besteht aus zwei Baukörpern. Ebenso wie D2 wird es im Süden vom grünen Prater begrenzt. Die Architektur stammt von CRABstudio aus London unter der Leitung von Peter Cook. Die Gebäude bilden mehrere Höfe, Durchgänge, Nischen, Terrassen, Atrien und Freiräume mit Sitzgelegenheiten. Die oberen Geschoße sind durch bunte Fassadenbänder farblich abgestuft. Feststehende Holzlamellen aus unbehandelter Weißtanne sind vertikal und horizontal angeordnet, beleben die Fassade und dienen als Sonnenschutz; sie sind eine Referenz an die Bäume im nebenliegenden Prater. Im Gebäude D3 befinden sich die Departments Öffentliches Recht und Unternehmensrecht, Arbeits- und Sozialrecht sowie vier Forschungsinstitute und die Spezialbibliothek Wirtschaftsrecht; im Gebäude AD sitzen die Verwaltung und das Rektorat der WU. Die verbaute Fläche beträgt rund 20.000 m².

- Mehrere relativ hohe, schlanke Gebäude bilden das Departement 4 (D4). Die Fassadengestaltung und der Grundriss des Gebäudes spielen mit Parallelogrammen und einer dynamischen Fensteranordnung, die ebenfalls auf eine Folge von ineinander verschobenen Parallelogrammen basiert. Faltschiebeläden aus Aluminiumlochblech fungieren hier als Sonnenschutz und erzeugen ein abwechslungsreiches Fassadenspiel. Gestaltet wurde dieser Bauteil von Estudio Carme Pinós aus Barcelona. Hier befinden sich die Departments Finance, Sozioökonomie und Volkswirtschaft sowie fünf Forschungsinstitute und mehrere Büroflächen. Die verbaute Fläche beträgt rund 16.000 m².

- Beim westlichen Zugang zur WU befindet sich das Gebäude Executive Academy (EA) als sechsstöckiger, kompakter Turm, der dem Gestaltungsprinzip der Monomaterialität folgt. Die Fassade ist aus Glas und Aluminium errichtet und ist in Abstufungen von opak bis transparent lichtdurchlässig. Himmel und Natur spiegeln sich darin und integrieren das Gebäude in die Umwelt. Die Architektur stammt von NO.MAD Arquitectos aus Madrid. Im Gebäude befinden sich neben der Executive Academy zwei Hörsäle, vier Seminarräume sowie Büroflächen und eine multifunktionale Veranstaltungsfläche. Die verbaute Fläche beträgt rund 6.000 m².[7][8][9]

Der Campus WU soll aktiv am städtischen Leben teilnehmen und auch für die Öffentlichkeit attraktiv sein. Die Gebäude können besichtigt werden; es gibt zahlreiche Gastronomiebetriebe und einen Supermarkt.
Zur Erinnerung an den von 1919 bis 1975 gültigen Namen Hochschule für Welthandel wurde 2012 eine von der WU angelegte Privatstraße, die Südportalstraße und Messestraße verbindet, von der Stadtverwaltung in Absprache mit der WU Welthandelsplatz benannt. Mit Hausnummer 1 ist dies die Adresse der WU am neuen Standort.

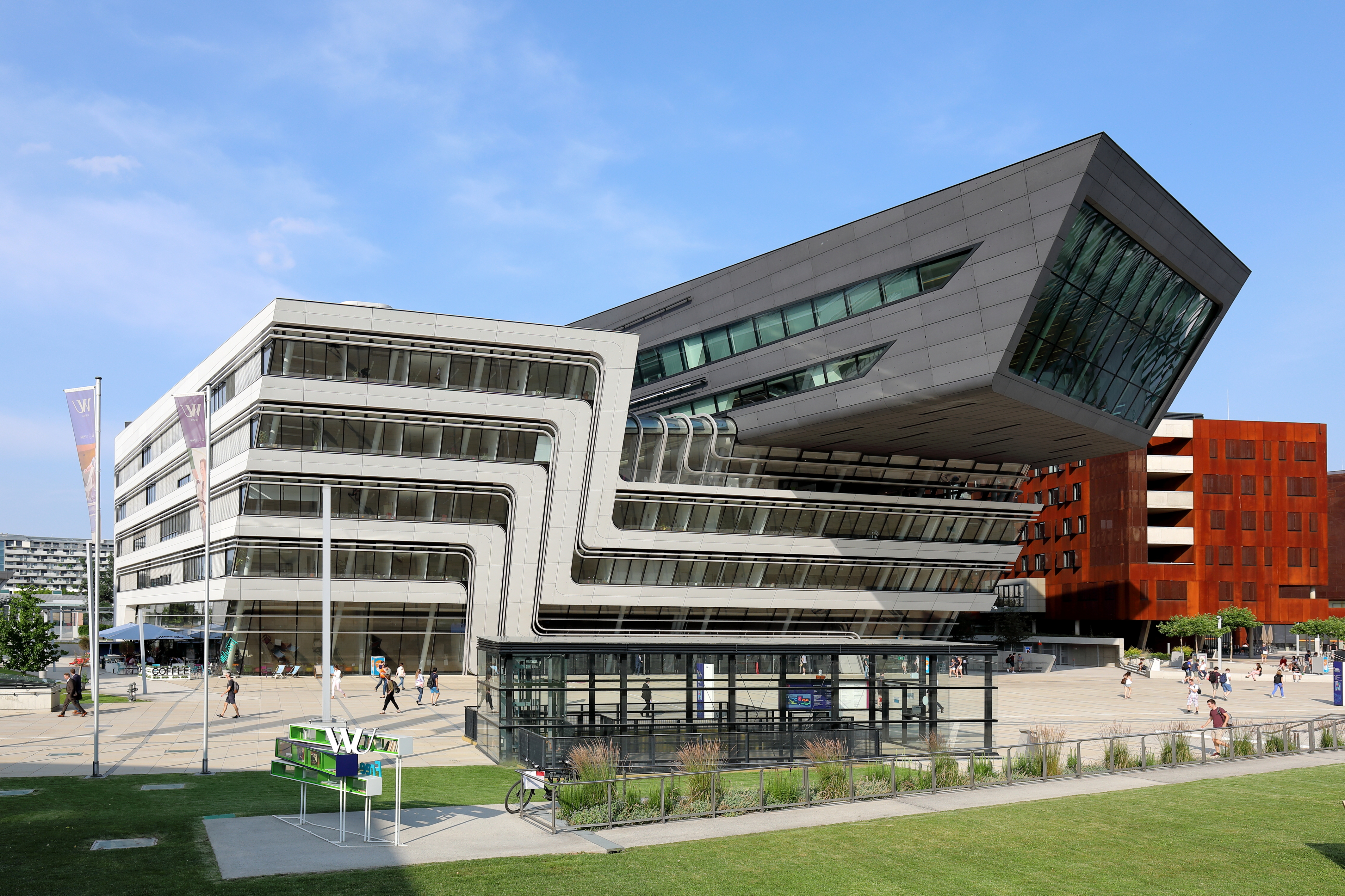
LC
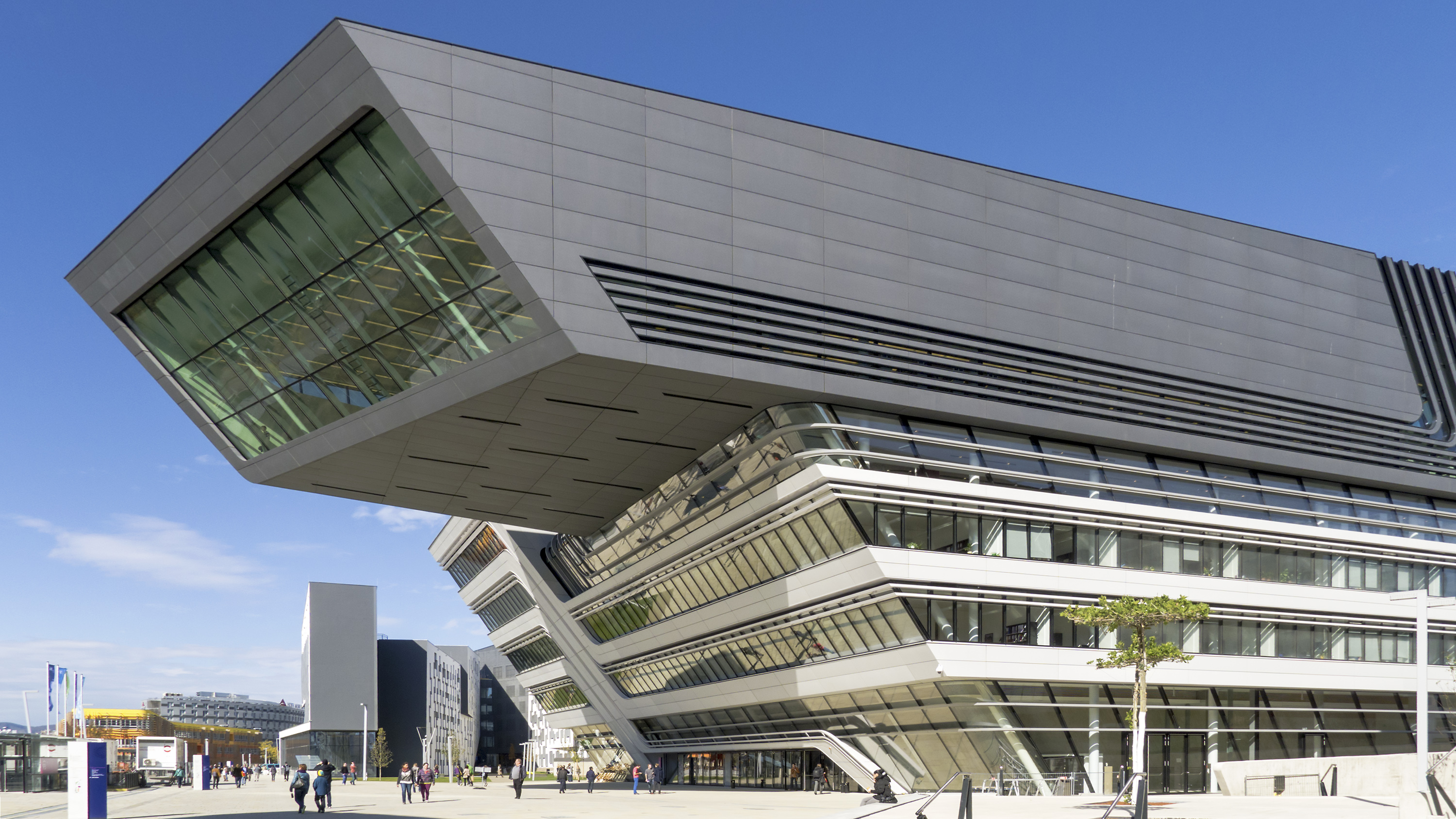
LC
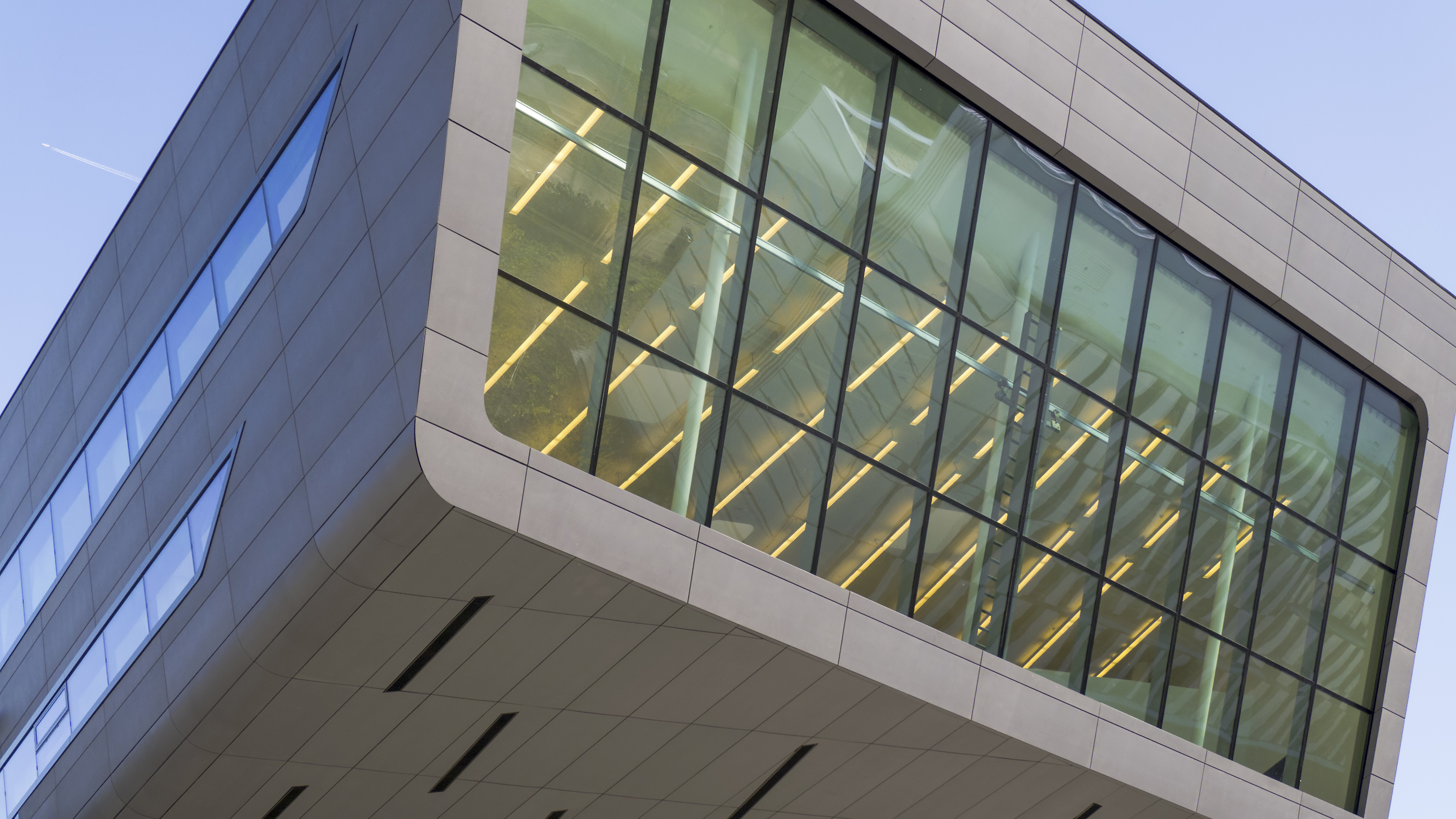
LC, Detail
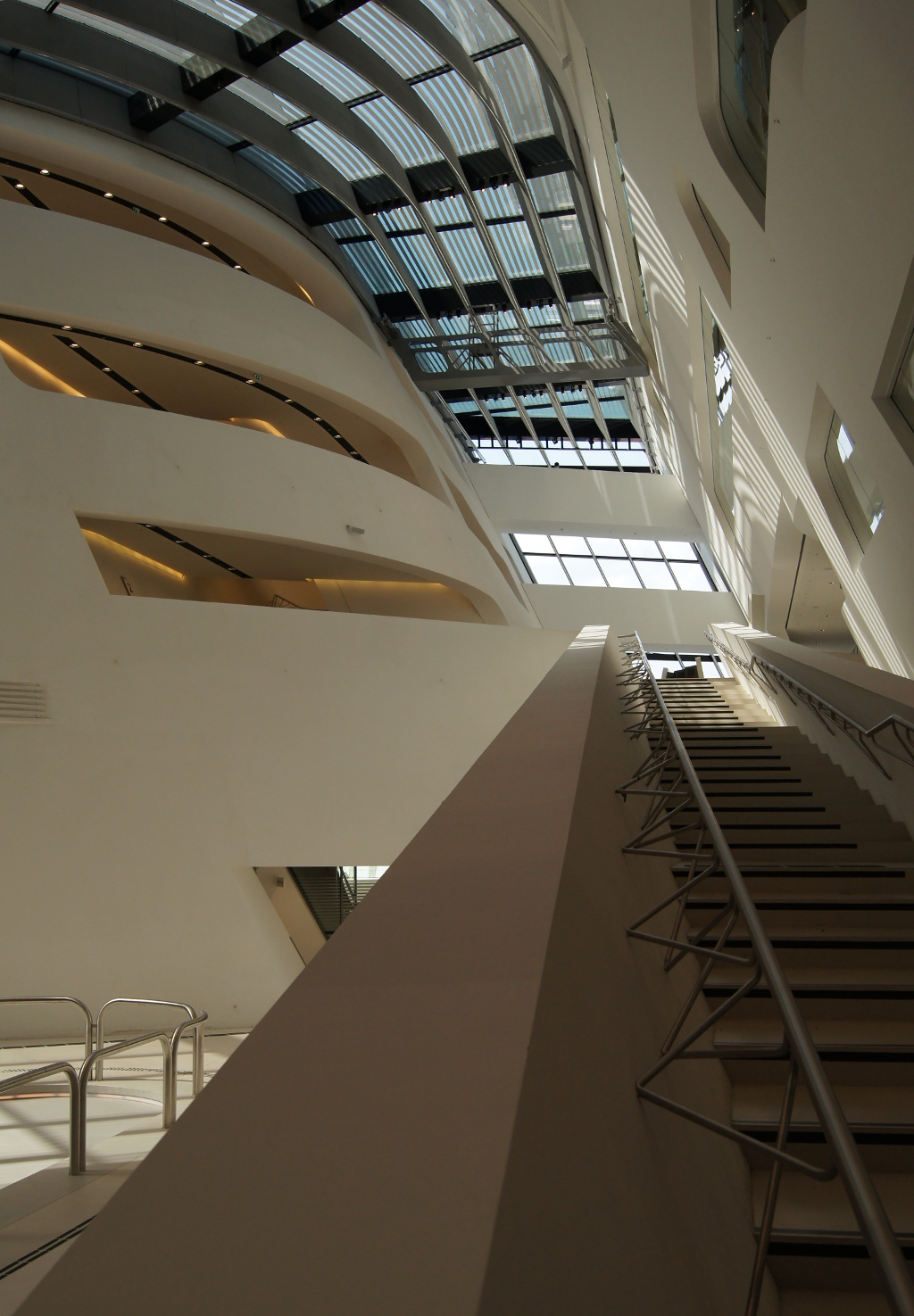
LC, Innenansicht
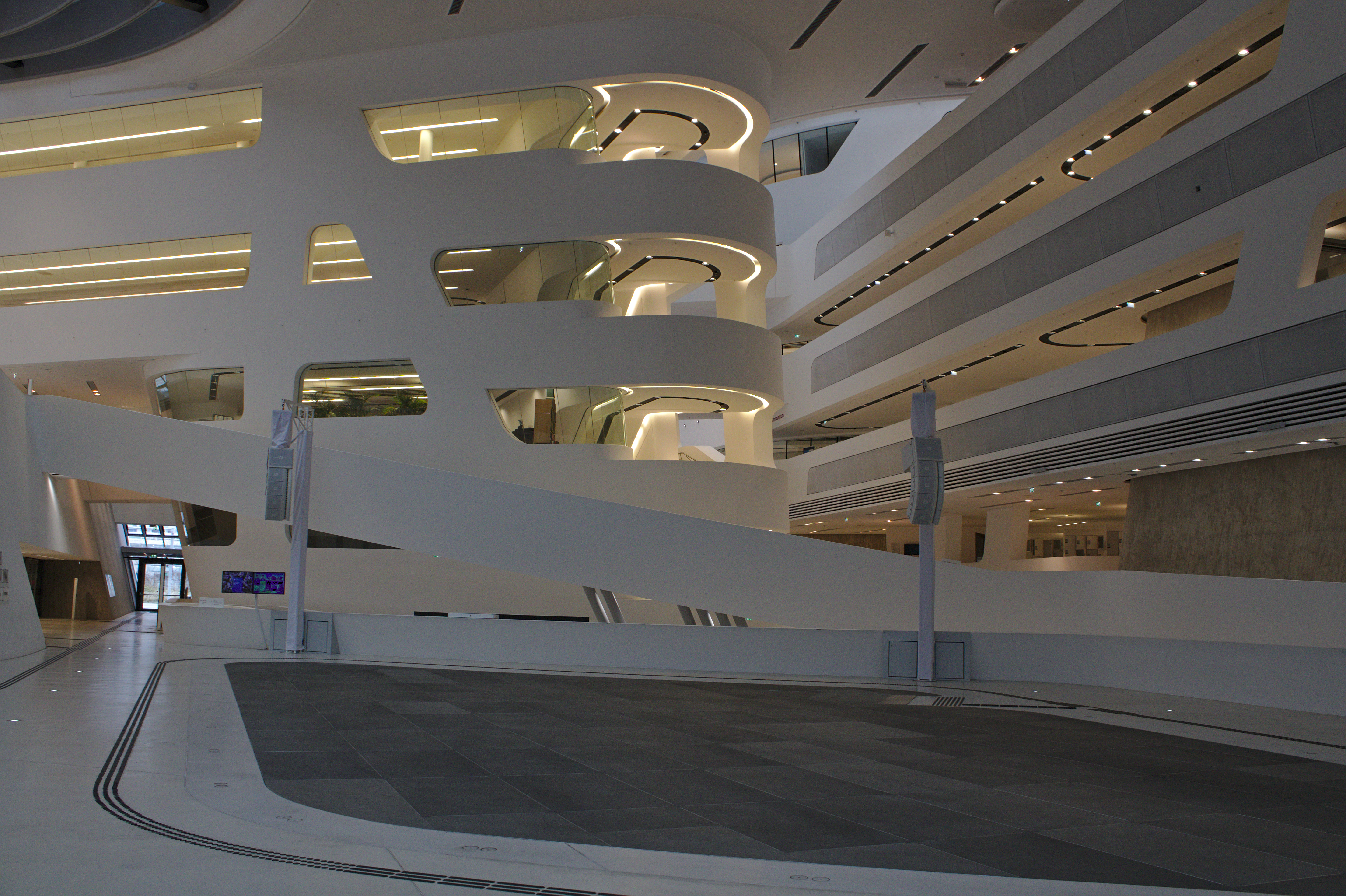
LC, Innenansicht
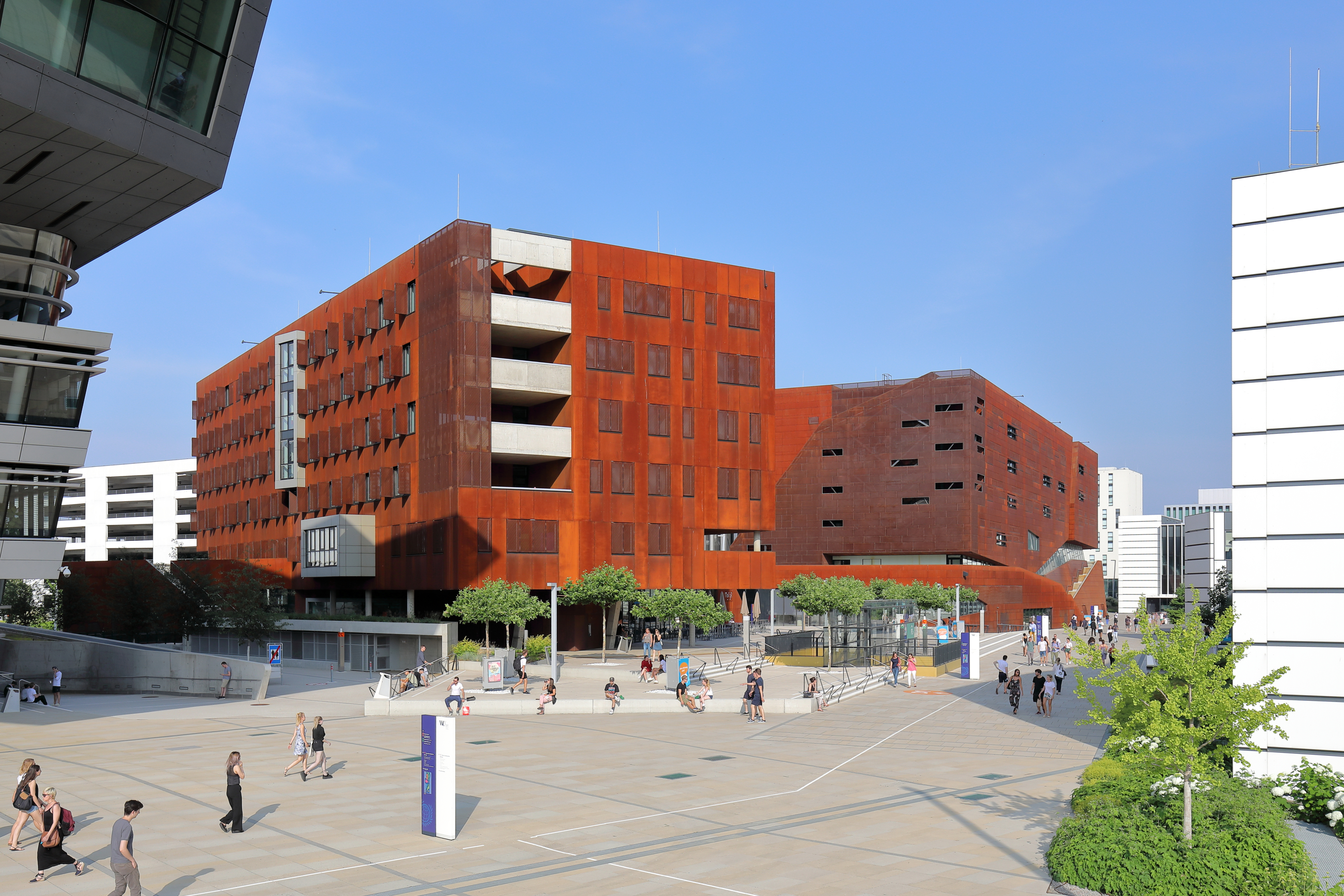
D1 & TC
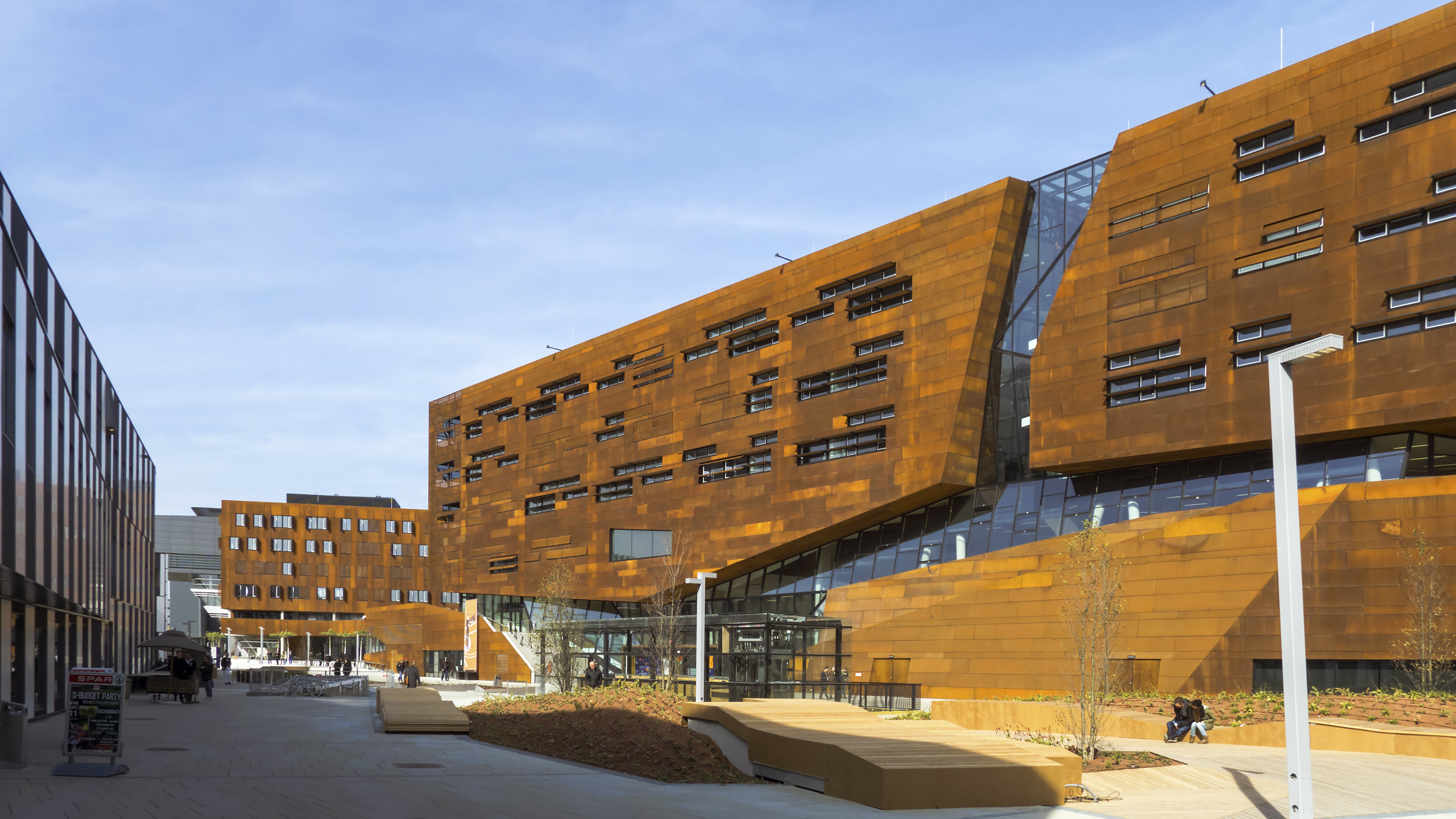
D1 & TC
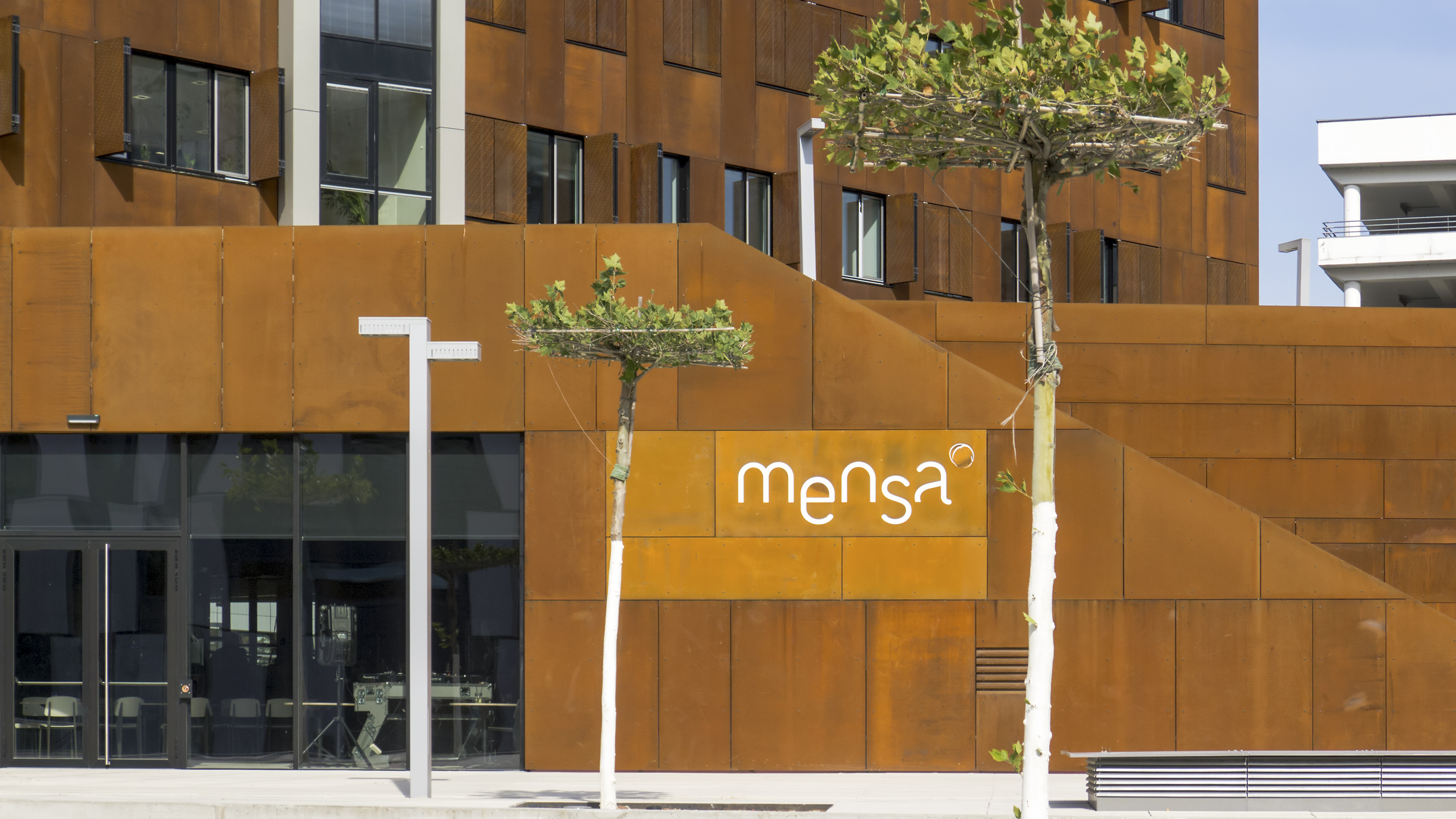
D1 & TC, Detail
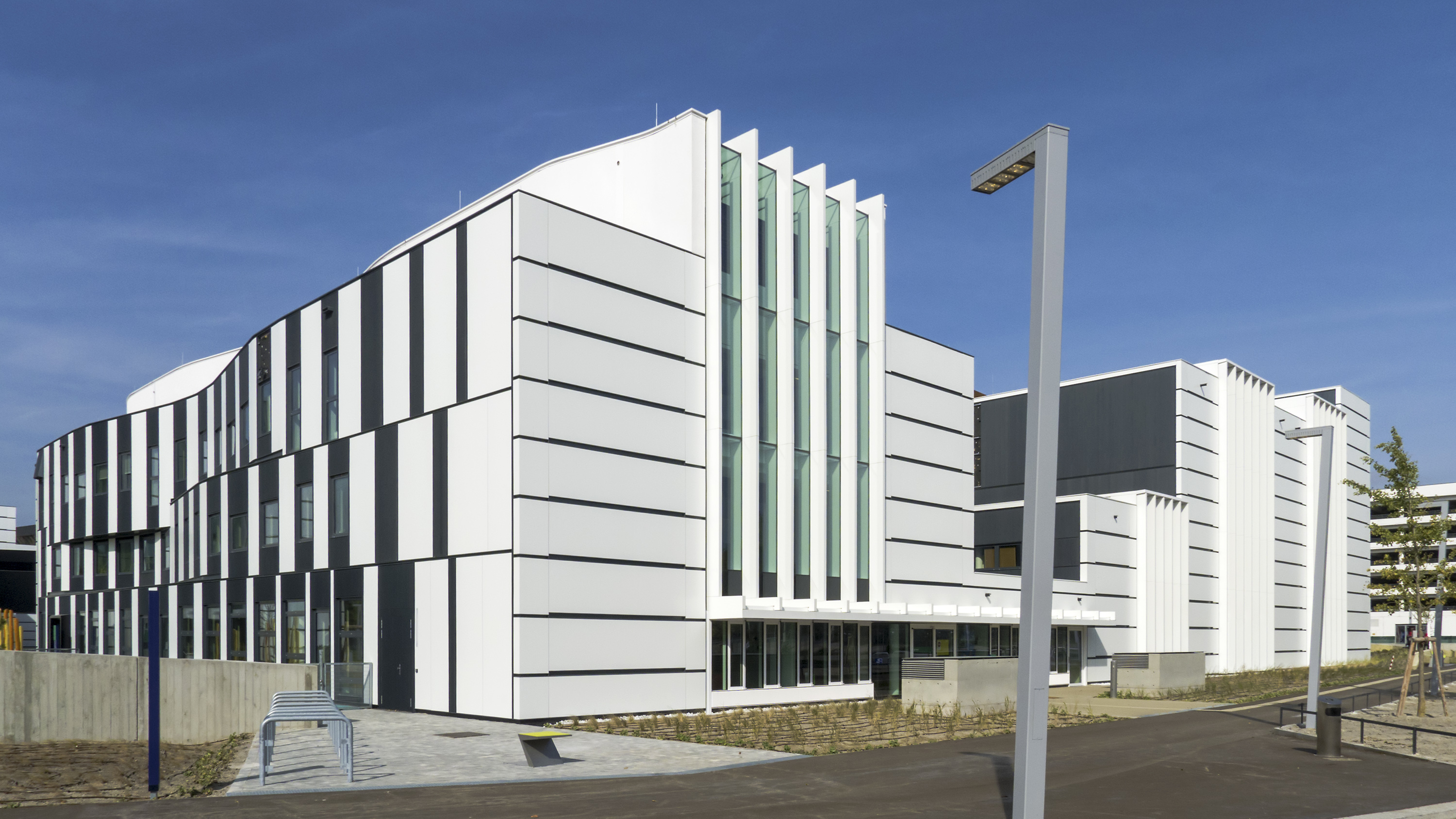
D2
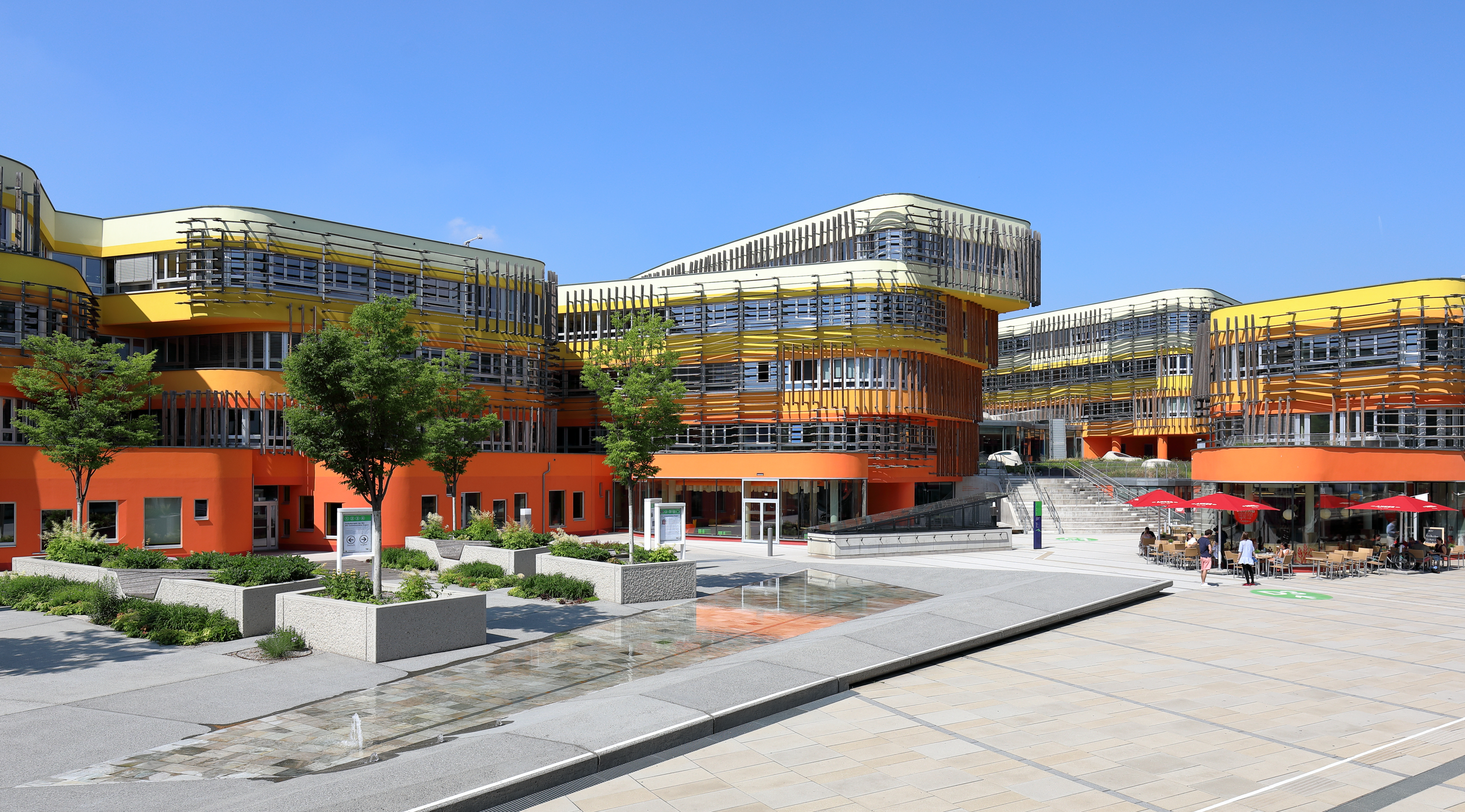
D3 & AD
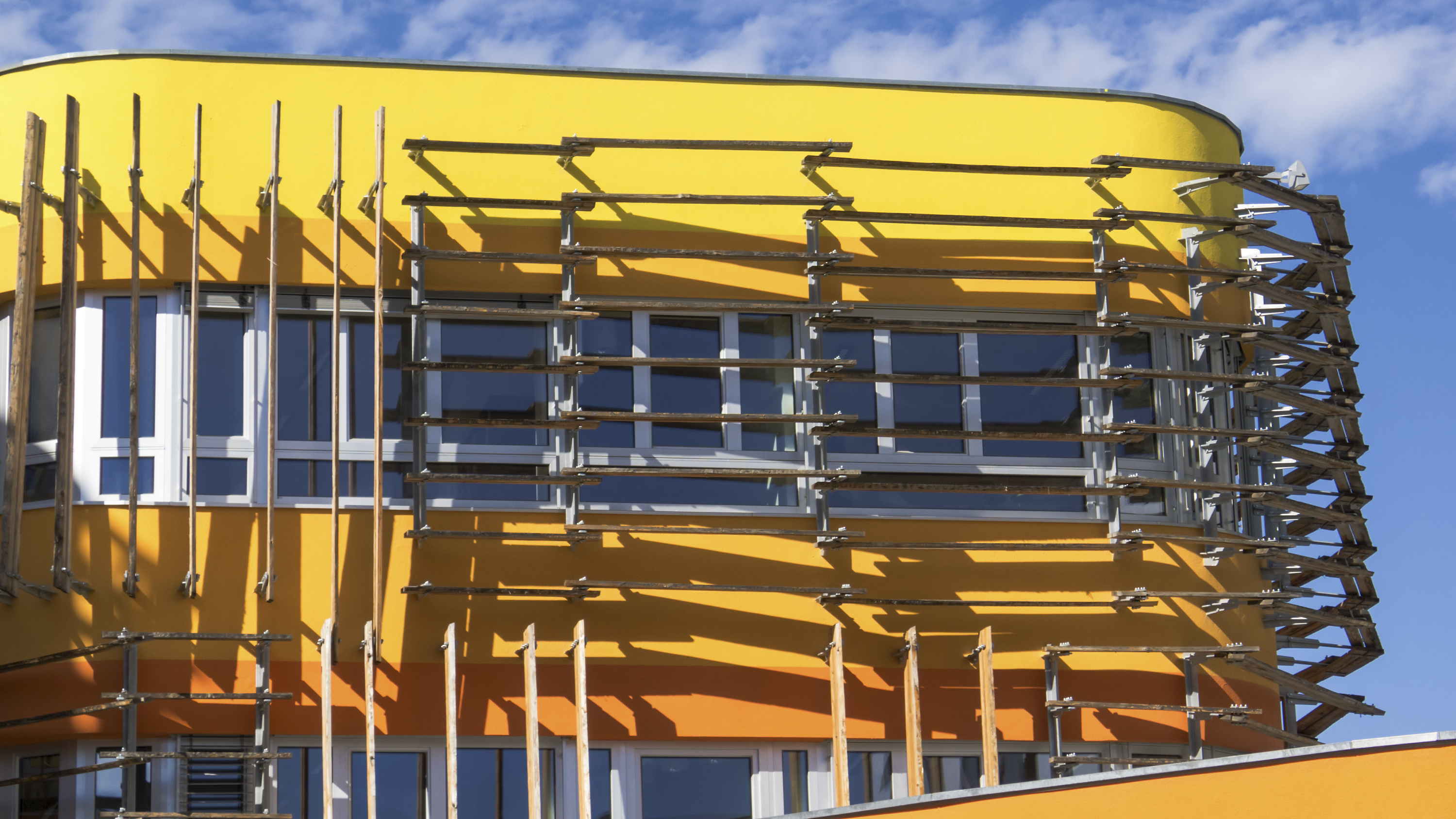
D3 & AD, Detail
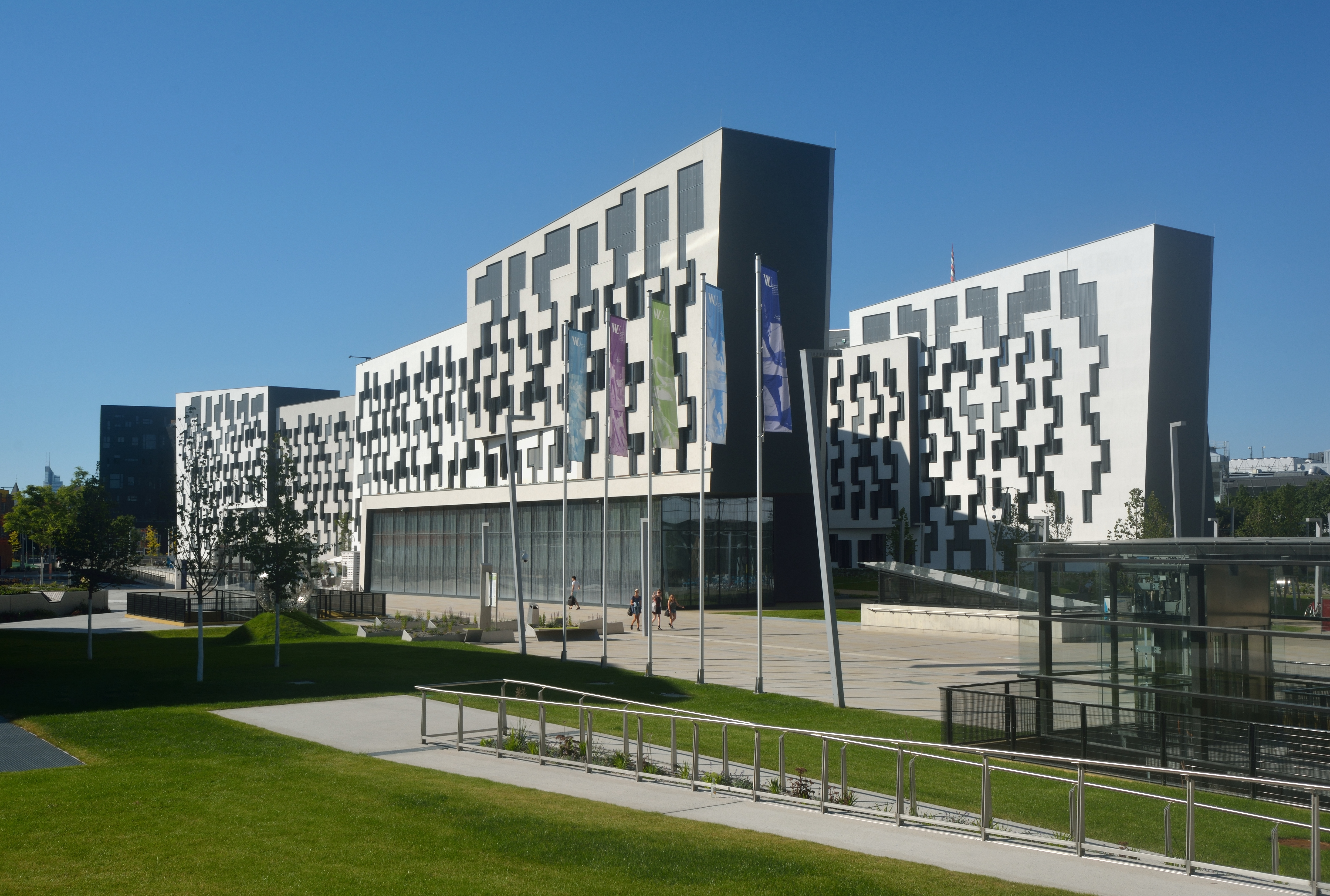
D4
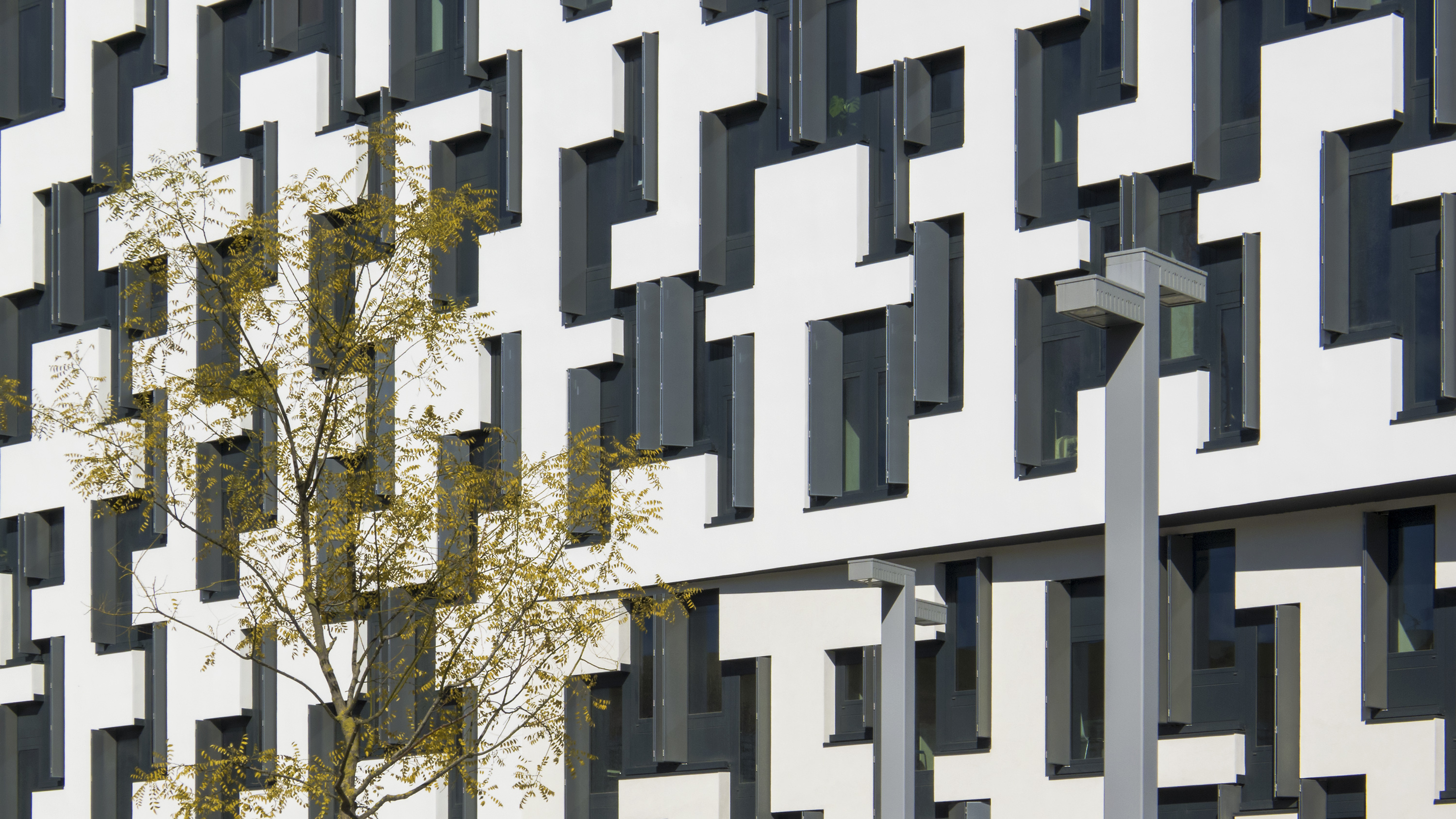
D4, Detail
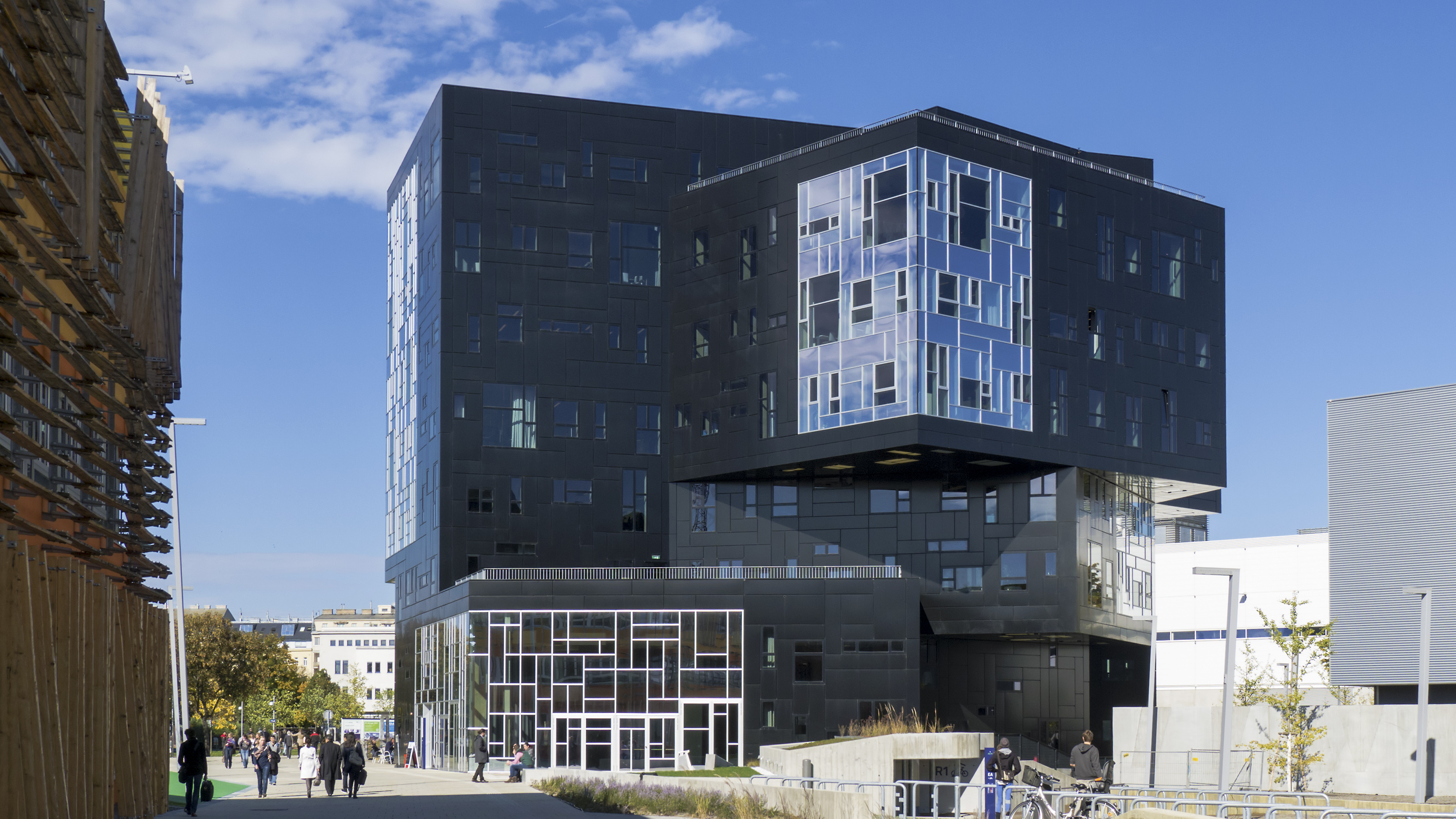
EA
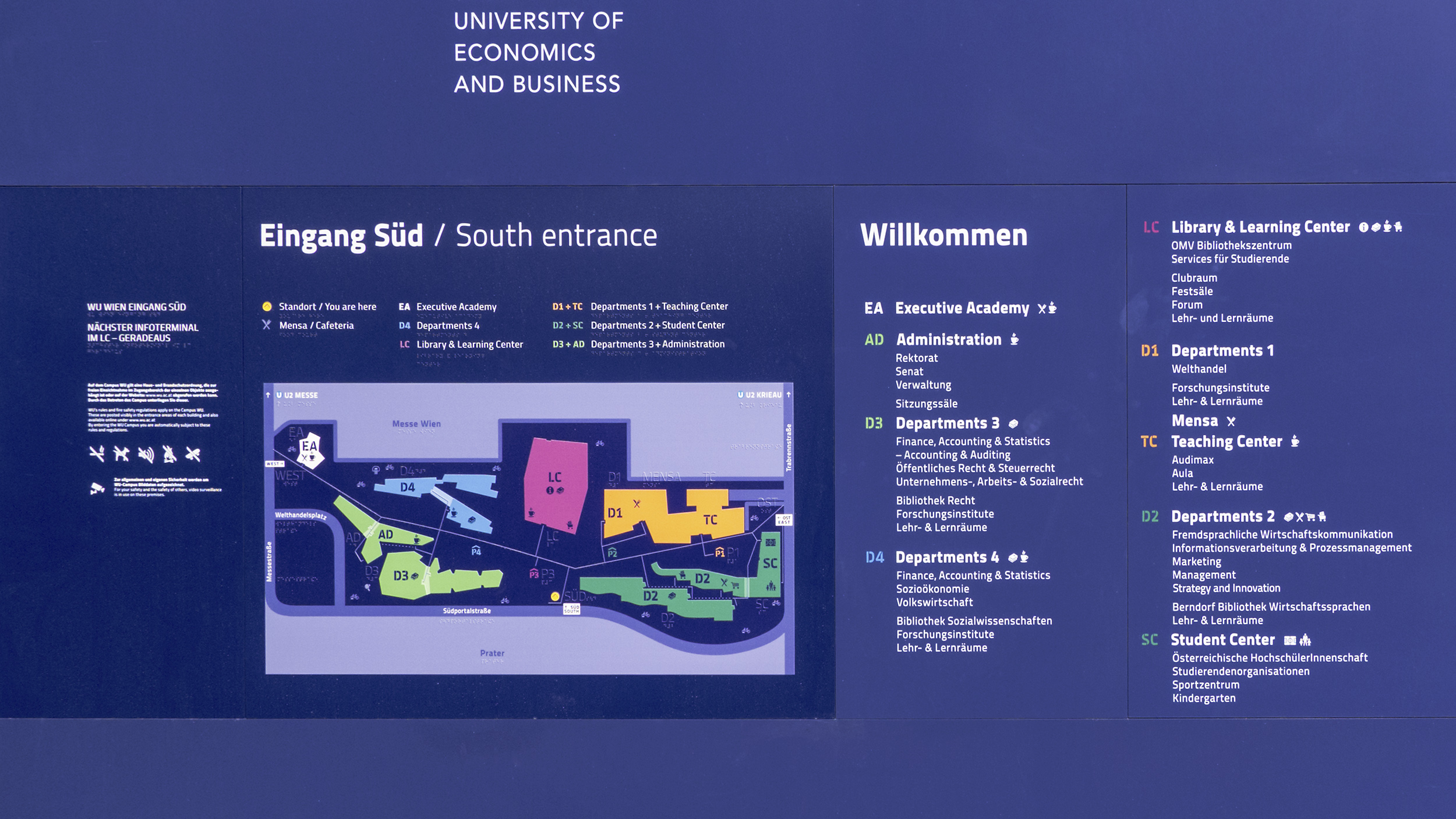
Übersichtsplan
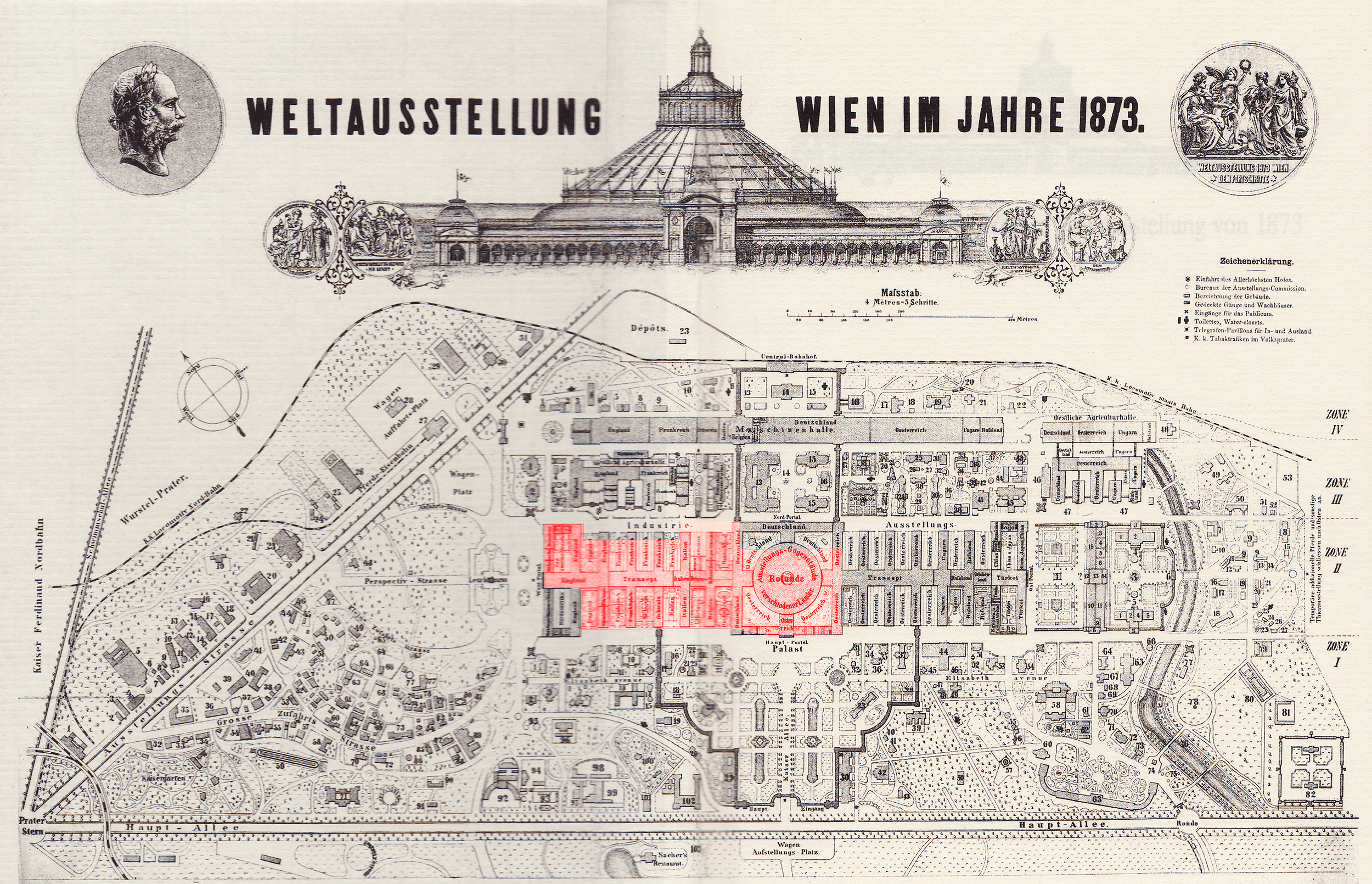
Lage des Campus WU in Relation zur Weltausstellung 1873
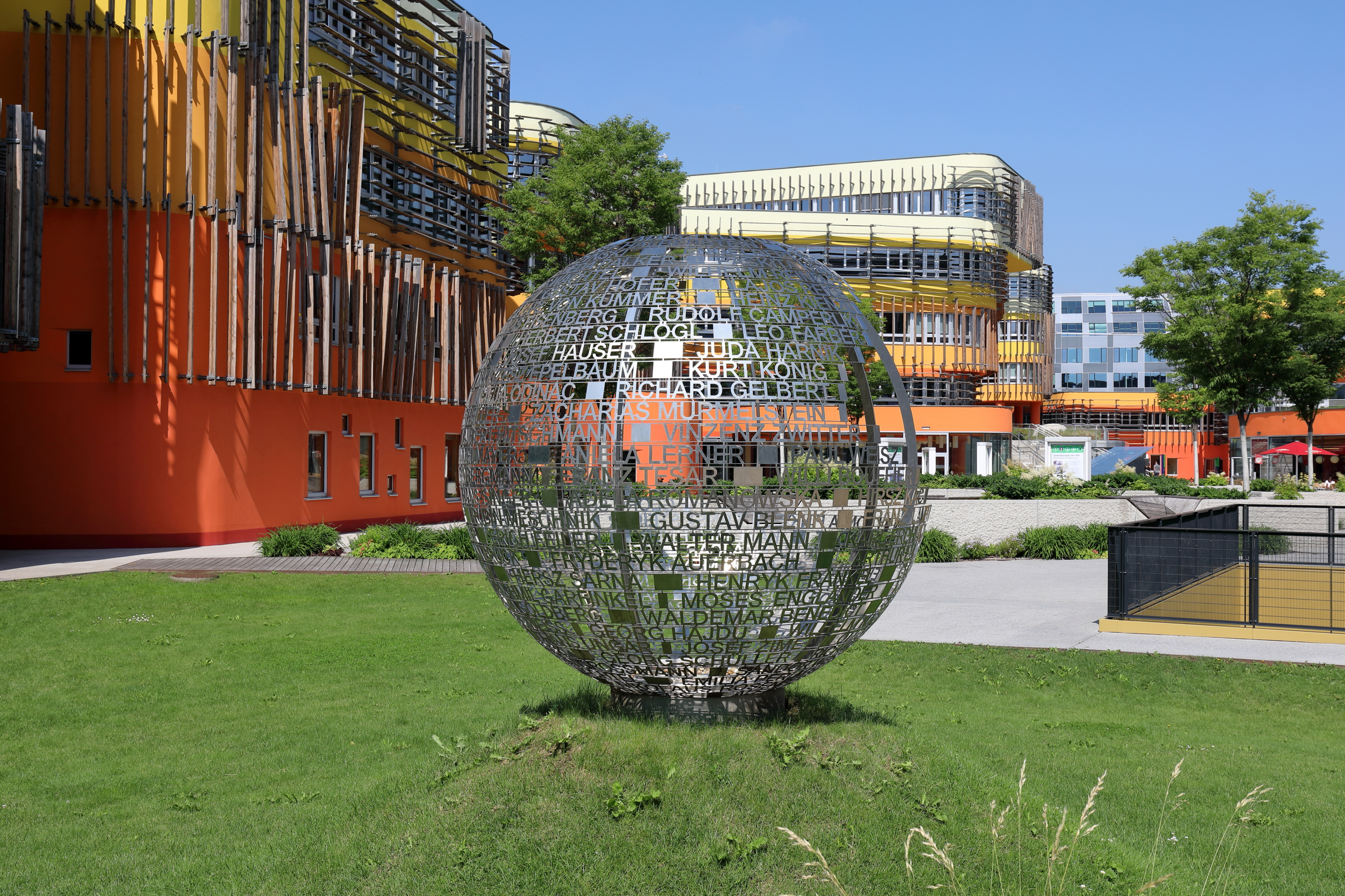
Denkmal für die vom NS-Regime verfolgten Angehörigen der Hochschule für Welthandel